# La-La-La Lies
Singles de The Who
The Kids Are Alright
(1966) I'm a Boy
(1966)
Pistes de My Generation
The Good's Gone Much Too Much
La-La-La Lies est une chanson du groupe de rock britannique The Who, parue en 1965 sur l'album My Generation. Elle en constitue la quatrième chanson.

## Genèse et enregistrement
Cette chanson a été enregistrée le 10 novembre 1965 au studio A des studios IBC de Londres.

## Réception
La-La-La Lies parut en single en 1966 sans l'autorisation du groupe. Elle n'a pas atteint les charts au Royaume-Uni, mais a atteint le numéro 17 des charts suédois.

## Caractéristiques artistiques
Il s'agit là de la chanson la plus courte de l'album, à peine plus de deux minutes. Bien que la chanson reste dans le domaine de la musique pop, elle est particulièrement énergique. Le plus marquant reste la performance de Keith Moon à la batterie, structurant les couplets par de nombreux roulements et figures rythmiques. On peut également citer les courtes mélodies de piano jouées par Nicky Hopkins.
Les paroles sont simples; le refrain apparaît comme étant presque enfantin (La-la-la-la-la-lies). Le thème semble être, comme souvent dans le premier album des Who, une relation amoureuse tumultueuse.

## Personnel
- Roger Daltrey - chant
- Pete Townshend - guitare, Chant
- John Entwistle - basse, chant
- Keith Moon - batterie
- Nicky Hopkins - piano